# ФК ОЛЛС през сезон 1914
Сезон 1914 е четвъртият сезон на футболен клуб ОЛЛС. Отборът играе в Московската футболна лига, където достига 1/4-финал. Регламентът на шампионата е променен поради началото на Първата Световна Война и така ОЛЛС записва само 2 официални мача през годината.

## Мачове
| 1/8-финал 14 септември 1914* | ОЛЛС | 3:0 | Воробьово | Москва                           |  |
|                              |      |     |           | Стадион: „ОЛЛС“ Съдия: Н.Ермаков |  |

| 1/4-финал 28 септември 1914 | Унион | 5:0 | ОЛЛС | Москва                         |  |
|                             |       |     |      | Стадион: ОЛЛС Съдия: М.Алпенов |  |